# 鲁蒙盖自然保护区
鲁蒙盖自然保护区坐落在布隆迪布鲁里省鲁蒙盖的一个自然保护区。建立于1980年。土地面积50平方公里。国际自然保护联盟分类IV (生境/物种管理区)。